# Lijst van inzendingen voor Oscar voor beste niet-Engelstalige film 2018
Dit is de lijst van inzendingen voor Oscar voor beste niet-Engelstalige film 2018. De Academy of Motion Picture Arts and Sciences (AMPAS) nodigt jaarlijks de filmindustrieën van alle landen uit om een film in te zenden voor de Oscar voor beste niet-Engelstalige film, sinds het ontstaan van de filmprijs in 1956. De ingezonden films dienden in hun respectievelijke landen hun première te hebben tussen 1 oktober 2016 en 30 september 2017.
De deadline voor de inzendingen was 2 oktober 2017. In oktober werd de definitieve lijst door de Academy gepubliceerd. Een recordaantal van 92 landen dienden een film in waarvan zes landen voor de eerste maal, Haïti, Honduras, Laos, Mozambique, Senegal en Syrië. Zowel Ghana als de Verenigde Arabische Emiraten kwamen in aanmerking om voor de eerste maal een film in te zenden maar deden dit uiteindelijk niet. Macedonië besloot geen film in te zenden omdat de twee kandidaten (Golden Five van Goran Trenchovski en When the Day Had No Name van Teona Strugar Mitevska) niet voldeden aan hun kwaliteitseisen.
Op 13 december 2017 werden de negen films bekendgemaakt die op de shortlist komen en op 23 januari 2018 worden de vijf genomineerden bekendgemaakt.

## Inzendingen
| Land                   | Engelstalige filmtitel          | Originele titel                                     | Taal                             | Regie                                  | Resultaat          |
| ---------------------- | ------------------------------- | --------------------------------------------------- | -------------------------------- | -------------------------------------- | ------------------ |
| Afghanistan            | Letter to the President         | Namai ba rahis gomhor نامه‌ای به رییس‌جمهور           | Dari                             | Roya Sadat                             | Niet genomineerd   |
| Albanië                | Daybreak                        | Dita zë fill                                        | Albanees                         | Gentian Koçi                           | Niet genomineerd   |
| Algerije               | Road to Istanbul                | La Route d'Istanbul                                 | Frans                            | Rachid Bouchareb                       | Niet genomineerd   |
| Armenië                | Yeva                            | Yeva Եվա                                            | Armeens                          | Anahit Abad                            | Niet genomineerd   |
| Australië              | The Space Between               | The Space Between                                   | Italiaans, Engels                | Ruth Borgobello                        | Niet genomineerd   |
| Azerbeidzjan           | Pomegrade Orchard               | Nar baği                                            | Azerbeidzjaans                   | Ilgar Najaf                            | Niet genomineerd   |
| Bangladesh             | The Cage                        | Khacha খাঁচা                                           | Bengaals                         | Akram Khan                             | Niet genomineerd   |
| België                 | Racer and the Jailbird          | Le Fidèle                                           | Frans                            | Michaël R. Roskam                      | Niet genomineerd   |
| Bolivia                | Dark Skull                      | Viejo calavera                                      | Spaans                           | Kiro Russo                             | Niet genomineerd   |
| Bosnië en Herzegovina  | Men Don't Cry                   | Muškarci ne plaču                                   | Bosnisch                         | Alen Drljević                          | Niet genomineerd   |
| Brazilië               | Bingo: The King of the Mornings | Bingo: O Rei das Manhãs                             | Portugees                        | Daniel Rezende                         | Niet genomineerd   |
| Bulgarije              | Glory                           | Slava Слава                                         | Bulgaars                         | Kristina Grozeva en Petar Valchanov    | Niet genomineerd   |
| Cambodja               | First They Killed My Father     | First They Killed My Father                         | Khmer, Engels                    | Angelina Jolie                         | Niet genomineerd   |
| Canada                 | Hochelaga, Land of Souls        | Hochelaga, terre des âmes                           | Frans, Engels, Mohawk, Algonquin | François Girard                        | Niet genomineerd   |
| Chili                  | A Fantastic Woman               | Una mujer fantástica                                | Spaans                           | Sebastián Lelio                        | Gewonnen           |
| China                  | Wolf Warrior 2                  | Zhan Lang II 战狼2                                  | Mandarijns, Engels               | Wu Jing                                | Niet genomineerd   |
| Colombia               | Guilty Men                      | Pariente                                            | Spanish                          | Iván Gaona                             | Niet genomineerd   |
| Costa Rica             | The Sound of Things             | El Sonido de las Cosas                              | Spaans                           | Ariel Escalante                        | Niet genomineerd   |
| Denemarken             | You Disappear                   | Du forsvinder                                       | Deens                            | Peter Schønau Fog                      | Niet genomineerd   |
| Dominicaanse Republiek | Woodpeckers                     | Carpinteros                                         | Spaans                           | José María Cabral                      | Niet genomineerd   |
| Duitsland              | In the Fade                     | Aus dem Nichts                                      | Duits                            | Fatih Akın                             | Shortlist december |
| Ecuador                | Alba                            | Alba                                                | Spaans                           | Ana Cristina Barragán                  | Niet genomineerd   |
| Egypte                 | Sheikh Jackson                  | Sheikh Jackson شيخ جاكسون                           | Arabisch                         | Amr Salama                             | Niet genomineerd   |
| Estland                | November                        | November                                            | Ests                             | Rainer Sarnet                          | Niet genomineerd   |
| Filipijnen             | Birdshot                        | Birdshot                                            | Filipino                         | Mikhail Red                            | Niet genomineerd   |
| Finland                | Tom of Finland                  | Tom of Finland                                      | Fins, Engels                     | Dome Karukoski                         | Niet genomineerd   |
| Frankrijk              | Beats per Minute                | 120 battements par minute                           | Frans                            | Robin Campillo                         | Niet genomineerd   |
| Georgië                | Scary Mother                    | Sashishi Deda საშიში დედა                           | Georgisch                        | Ana Urushadze                          | Niet genomineerd   |
| Griekenland            | Amerika Square                  | Plateia Amerikis Πλατεία Αμερικής                   | Grieks                           | Yannis Sakardis                        | Niet genomineerd   |
| Haïti                  | Ayiti Mon Amour                 | Ayiti mon amour                                     | Frans                            | Guetty Felin                           | Niet genomineerd   |
| Honduras               | Morazán                         | Morazán                                             | Spaans                           | Hispano Durón                          | Niet genomineerd   |
| Hongarije              | On Body and Soul                | Testről és lélekről                                 | Hongaars                         | Ildikó Enyedi                          | Genomineerd        |
| Hongkong               | Mad World                       | Yat nim mou ming 一念無明                           | Kantonees                        | Wong Chun                              | Niet genomineerd   |
| Ierland                | Song of Granite                 | Song of Granite                                     | Iers, Engels                     | Pat Collins                            | Niet genomineerd   |
| IJsland                | Under the Tree                  | Undir trénu                                         | IJslands                         | Hafsteinn Gunnar Sigurðsson            | Niet genomineerd   |
| India                  | Newton                          | Newton                                              | Hindi                            | Amit V Masurkar                        | Niet genomineerd   |
| Indonesië              | Leftovers                       | Turah                                               | Tegalees                         | Wicaksono Wisnu Legowo                 | Niet genomineerd   |
| Irak                   | The Dark Wind                   | Reṣeba العاصفة السوداء                              | Arabisch, Koerdisch              | Hussein Hassan                         | Niet genomineerd   |
| Iran                   | Breath                          | Nafas نفس                                           | Perzisch                         | Narges Abyar                           | Niet genomineerd   |
| Israël                 | Foxtrot                         | פוֹקְסטְרוֹט                                            | Hebreeuws                        | Samuel Maoz                            | Shortlist december |
| Italië                 | A Ciambra                       | A Ciambra                                           | Italiaans                        | Jonas Carpignano                       | Niet genomineerd   |
| Japan                  | Her Love Boils Bathwater        | Yu o wakasu hodo no atsui ai 湯を沸かすほどの熱い愛 | Japans                           | Ryōta Nakano                           | Niet genomineerd   |
| Kazachstan             | The Road to Mother              | Анаға апарар жол                                    | Kazachs, Russisch                | Akan Satajev                           | Niet genomineerd   |
| Kenia                  | Kati Kati                       | Kati Kati                                           | Swahili, Engels                  | Mbithi Masya                           | Niet genomineerd   |
| Kirgizië               | Centaur                         | Kentavr Кентавр                                     | Kirgizisch                       | Aktan Abdikalikov                      | Niet genomineerd   |
| Kosovo                 | Unwanted                        | T'padashtun                                         | Nederlands, Albanees             | Edon Rizvanolli                        | Niet genomineerd   |
| Kroatië                | Quit Staring at My Plate        | Ne gledaj mi u pijat                                | Kroatisch                        | Hana Jušić                             | Niet genomineerd   |
| Laos                   | Dearest Sister                  | Nong hak ນ້ອງຮັກ                                      | Lao                              | Mattie Do                              | Niet genomineerd   |
| Letland                | The Chronicles of Melanie       | Melānijas hronika                                   | Lets, Russisch                   | Viestur Kairish                        | Niet genomineerd   |
| Libanon                | The Insult                      | L'Insulte قضية رقم ٢٣                               | Arabisch, Frans                  | Ziad Doueiri                           | Genomineerd        |
| Litouwen               | Frost                           | Šerkšnas                                            | Litouws                          | Šarūnas Bartas                         | Niet genomineerd   |
| Luxemburg              | Barrage                         | Barrage                                             | Frans                            | Laura Schroeder                        | Niet genomineerd   |
| Marokko                | Razzia                          | Razzia غزية                                         | Arabisch                         | Nabil Ayouch                           | Niet genomineerd   |
| Mexico                 | Tempestad                       | Tempestad                                           | Spaans                           | Tatiana Huezo                          | Niet genomineerd   |
| Mongolië               | The Children of Genghis         | The Children of Genghis                             | Mongools                         | Zolbayar Dorj                          | Niet genomineerd   |
| Mozambique             | The Train of Salt and Sugar     | Comboio de Sal e Açúcar                             | Portugees                        | Licínio Azevedo                        | Niet genomineerd   |
| Nederland              | Layla M.                        | Layla M.                                            | Nederlands, Arabisch, Engels     | Mijke de Jong                          | Niet genomineerd   |
| Nepal                  | White Sun                       | Seto Surya सेतो सूर्य                                   | Nepalees                         | Deepak Rauniyar                        | Niet genomineerd   |
| Nieuw-Zeeland          | One Thousand Ropes              | One Thousand Ropes                                  | Samoa                            | Tusi Tamasese                          | Niet genomineerd   |
| Noorwegen              | Thelma                          | Thelma                                              | Noors                            | Joachim Trier                          | Niet genomineerd   |
| Oekraïne               | Black Level                     | Рівень чорного                                      | Oekraïens                        | Valentin Vasjanovitsj                  | Niet genomineerd   |
| Oostenrijk             | Happy End                       | Happy End                                           | Frans, Engels                    | Michael Haneke                         | Niet genomineerd   |
| Pakistan               | Saawan                          | Saawan ساون                                         | Urdu                             | Farhan Alam                            | Niet genomineerd   |
| Palestina              | Wajib                           | Wajib واجب                                          | Arabisch                         | Annemarie Jacir                        | Niet genomineerd   |
| Panama                 | Beyond Brotherhood              | Más que hermanos                                    | Spaans                           | Arianne Benedetti                      | Niet genomineerd   |
| Paraguay               | Los Buscadores                  | Los Buscadores                                      | Spaans, Guarani                  | Juan Carlos Maneglia en Tana Schembori | Niet genomineerd   |
| Peru                   | Rosa Chumbe                     | Rosa Chumbe                                         | Spaans                           | Jonatan Relayze                        | Niet genomineerd   |
| Polen                  | Spoor                           | Pokot                                               | Pools                            | Agnieszka Holland                      | Niet genomineerd   |
| Portugal               | Saint George                    | São Jorge                                           | Portugees                        | Marco Martins                          | Niet genomineerd   |
| Roemenië               | The Fixer                       | Fixeur                                              | Roemeens                         | Adrian Sitaru                          | Niet genomineerd   |
| Rusland                | Loveless                        | Nelyubov Нелюбовь                                   | Russisch                         | Andrei Zviagintsev                     | Genomineerd        |
| Senegal                | Félicité                        | Félicité                                            | Lingala, Frans                   | Alain Gomis                            | Shortlist december |
| Servië                 | Requiem for Mrs. J.             | Rekvijem za gospodju J. Реквијем за госпођу Ј.      | Servisch                         | Bojan Vuletić                          | Niet genomineerd   |
| Singapore              | Pop Aye                         | Pop Aye                                             | Thais                            | Kirsten Tan                            | Niet genomineerd   |
| Slowakije              | The Line                        | Čiara                                               | Slovaaks                         | Peter Bebjak                           | Niet genomineerd   |
| Slovenië               | The Miner                       | Rudar                                               | Sloveens                         | Hanna Antonina Wojcik Slak             | Niet genomineerd   |
| Spanje                 | Summer 1993                     | Estiu 1993                                          | Catalaans                        | Carla Simón                            | Niet genomineerd   |
| Syrië                  | Little Gandhi                   | Little Gandhi                                       | Arabisch, Engels                 | Sam Kadi                               | Niet genomineerd   |
| Taiwan                 | Small Talk                      | Ri Chang Dui Hua 日常對話                           | Taiwanees                        | Huang Hui-chen                         | Niet genomineerd   |
| Thailand               | By the Time It Gets Dark        | Dao Khanong ดาวคะนอง                                | Thais                            | Anocha Suwichakornpong                 | Niet genomineerd   |
| Tsjechië               | Ice Mother                      | Bába z ledu                                         | Tsjechisch                       | Bohdan Sláma                           | Niet genomineerd   |
| Tunesië                | The Last of Us                  | Akher Wahed Fina اخر واحد فينا                      | Geen dialogen                    | Ala Eddine Slim                        | Niet genomineerd   |
| Turkije                | Ayla: The Daughter of War       | Ayla                                                | Turks, Koreaans, Engels          | Can Ulkay                              | Niet genomineerd   |
| Uruguay                | Another Story of the World      | Otra historia del mundo                             | Spaans                           | Guillermo Casanova                     | Niet genomineerd   |
| Venezuela              | El Inca                         | El Inca                                             | Spaans                           | Ignacio Castillo Cottin                | Niet genomineerd   |
| Verenigd Koninkrijk    | My Pure Land                    | My Pure Land میرا پاک لینڈ                          | Urdu                             | Sarmad Masud                           | Niet genomineerd   |
| Vietnam                | Father and Son                  | Cha cõng con                                        | Vietnamees                       | Lương Đình Dũng                        | Niet genomineerd   |
| Zweden                 | The Square                      | The Square                                          | Zweeds                           | Ruben Östlund                          | Genomineerd        |
| Zuid-Afrika            | The Wound                       | Inxeba                                              | Xhosa                            | John Trengove                          | Shortlist december |
| Zuid-Korea             | A Taxi Driver                   | Taeksi woonjunsa 택시운전사                         | Koreaans, Engels                 | Jang Hoon                              | Niet genomineerd   |
| Zwitserland            | The Divine Order                | Die göttliche Ordnung                               | Duits                            | Petra Biondina Volpe                   | Niet genomineerd   |